# Wanda Błeńska

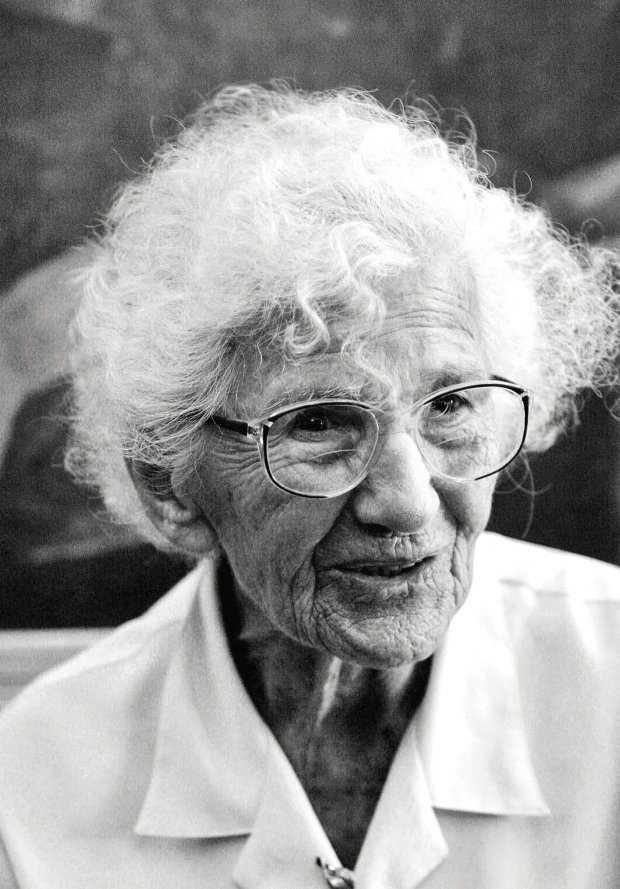
Wanda Błeńska

Wanda Maria Błeńska (* 30. Oktober 1911 in Posen; † 27. November 2014 ebenda) war eine polnische Ärztin und Missionarin, die Leprakranke in Uganda betreute.

## Leben
Nach dem frühen Tode ihrer Mutter kam Wanda mit ihrem Vater Teofil 1920 nach Thorn, wo sie den Volksschulunterricht extern absolvierte. Wanda Błeńska besuchte das Mädchengymnasium in Thorn, studierte Medizin an der Adam-Mickiewicz-Universität Posen und war im Akademischen Missionszirkel tätig. Nach dem Studienabschluss arbeitete sie 1934 bis 1936 im Städtischen Krankenhaus in Thorn, danach im Hygieneinstitut ebenda und 1939 im Seekrankenhaus in Gdynia. Während des Zweiten Weltkrieges war sie im Dienstgrad des Leutnants der Polnischen Heimatarmee als Kommandantin der Frauenabteilung des Thorner Bezirkes im Untergrund tätig.
Nach dem Kriegsende leitete sie das Städtische Krankenhaus Thorn. 1945 bis 1946 war sie im Hygieneinstitut und in der Medizinischen Akademie in Danzig tätig. 1946 ging sie zu ihrem Bruder nach Hannover und studierte dort Tropenmedizin. 1948 setzte sie ihr Studium an der Universität Liverpool fort.
Von 1951 bis 1994 war sie in einer Lepraklinik des irischen Franziskanerinnenordens (Little Sisters of St. Francis) in Buluba am Victoriasee in Uganda tätig. Von 1951 bis 1983 war sie deren Hauptärztin, wobei sie fünfzehn Jahre lang die einzige Ärztin in der Einrichtung, die heute ihren Namen („Buluba Leprosy Centre, The Wanda Blenska Training Centre“) trägt, war.
1955 bestieg sie als erste Frau den Vittorio-Emanuele-Gipfel (4890 m) im Ruwenzori-Gebirge. Im Alter von 82 Jahren kehrte sie 1993 in ihre polnische Heimatstadt Posen zurück. Sie wurde 1993 mit dem Komturkreuz mit Stern des Polonia-Restituta-Ordens und 2011 mit dem Großkreuz desselben Ordens ausgezeichnet.
Sie war auch Trägerin des päpstlichen Silvesterordens und des polnischen Ordens des Lächelns sowie Ehrendoktor der Universität Posen und Ehrenbürgerin von Posen und Uganda.
Maria Błeńska starb am 27. November 2014 im Alter von 103 Jahren in ihrer Geburtsstadt Posen.